# Tower Palace 2 Tower E
La Tower Palace 2, Tower E est un gratte-ciel résidentiel de Séoul en Corée du Sud. Il appartient au complexe Tower Palace et s'élève à 191 mètres pour 55 étages. L'immeuble est identique à la Tower Palace 2 Tower F.